# گادفری براون
گادفری براون (انگلیسی: Godfrey Brown; ۲۱ فوریهٔ ۱۹۱۵ – ۴ فوریهٔ ۱۹۹۵) دونده سرعت اهل بریتانیا بود.